# Clube Esportivo Dom Bosco
Le Clube Esportivo Dom Bosco est un club brésilien de football basé à Cuiabá dans l'État du Mato Grosso.

## Palmarès
- Championnat du Mato Grosso de football
  - Champion : 1958, 1960, 1963, 1966, 1971, 1991